# PDVSA
PDVSA(스페인어: Petróleos de Venezuela, S.A.)는 베네수엘라의 최대 기업이자 국영 석유 회사이다. 2009년도 포춘 글로벌 500에 따르면, 매출액 1263억 달러(126조 원)으로 세계 27위의 대기업이다. 1976년 1월 1일에 설립되었다.

## 같이 보기
- 페트로카리베